# モッフル

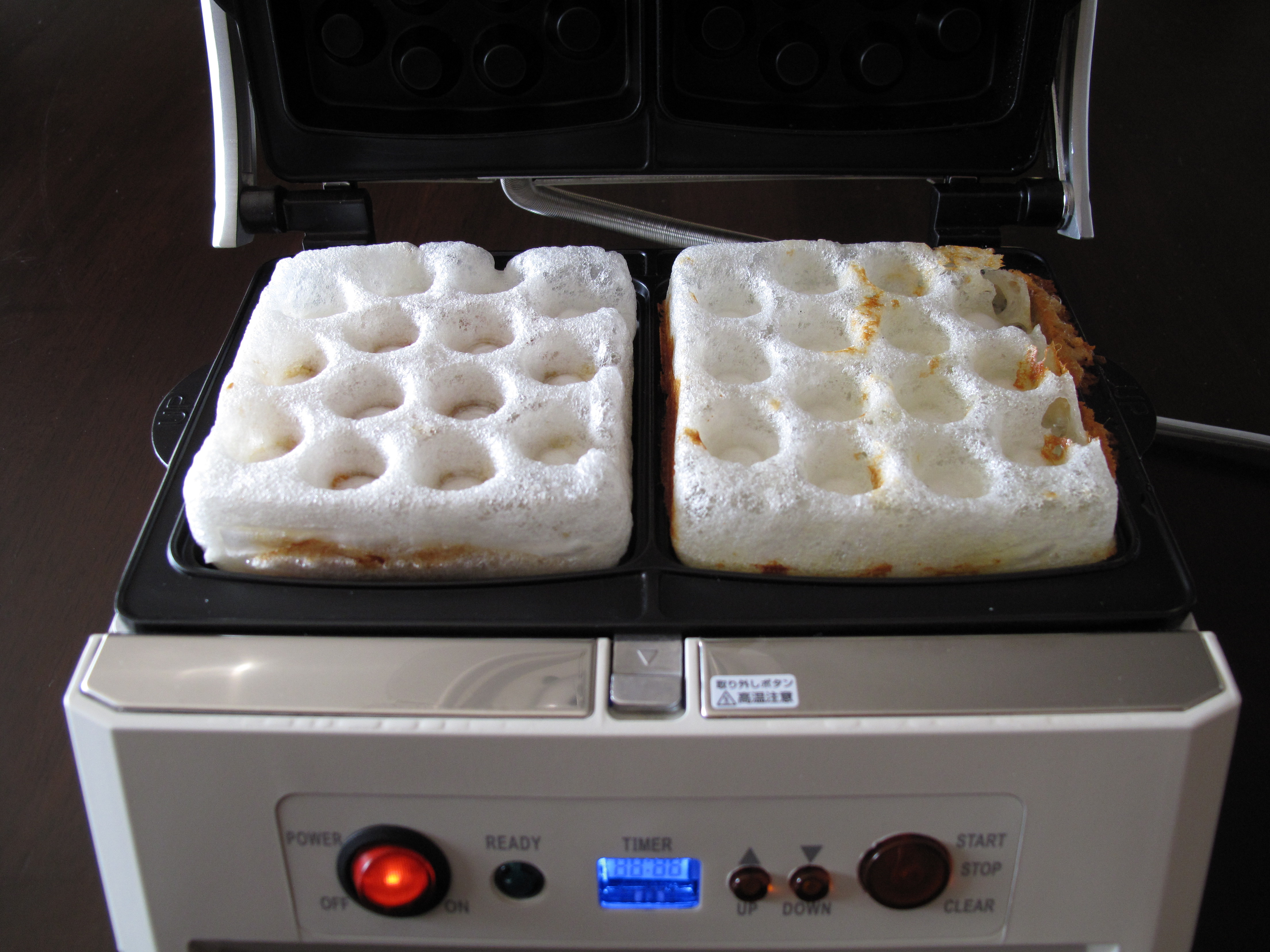
モッフル

モッフル（英: moffle）は、日本で生まれた焼き菓子（米菓）のひとつ。餅をワッフルメーカーに挟んで焼き上げたもので、「モチ」と「ワッフル」を合わせて「モッフル」と命名された。

## 概要
外側はサクサク、中はもっちりという食感が評判となり、2007年頃から流行をはじめ、店売りされるほか、専用のモッフルメーカーも市販されるようになった。モチの特性上、食べごたえがあって、腹持ちもよく、比較的カロリーも低いことから、人気を呼んでいた。
モチ（米）という、多くの食材に合う素材を使用しているため、単独で食されるのみならず、様々な応用例がある。ワッフルと同様にジャムやバター、アイスクリーム、ホイップクリーム、メープルシロップなどを乗せたり、フルーツを添えて食べるような菓子・デザート的な食べ方や、パンの代わりにハム・ソーセージ・ハンバーグ・トンカツ・コロッケ等を挟み込んで焼くなど、サンドイッチやハンバーガー的な食べ方にも合う。また、本来はご飯のおかずとなる魚料理や、沢庵漬け・ザーサイ・塩辛まで挟み込めるなど、同様に様々な応用料理を持つ食パン、ベーグルやパニーノなどと較べても遜色ない。
「モッフル」の名称は、三栄コーポレーションが商標権を保有していたが存続期間満了となっている（商標登録番号 第4403588号および第5079861号）。